# Vella (gènere)
Vella és un gènere de plantes amb flors dins la família brassicàcia. Consta de més de 8 espècies pròpies principalment de l'alta muntanya mediterrània i dels paisatges de endència estèpica. És un gènere endèmic de la regió mediterrània, Península Ibèrica i Magrib.
A la vegetació dels Països Catalans, és autòctona l'espècie Vella spinosa
El gènere inclou arbusts amb fulles sèssils, d'enteres a lobulades que porten estípules vestigials i fruits bisegmentats d'1 a 2 llavors.

## Gèneres
- Vella aspera Pers.,
- Vella lucentina M.B. Crespo,
- Vella pseudocytisus L. ssp. pseudocytisusand ssp. paui Gómez-Campo
- Vella spinosa Boiss.
- Vella anremerica Litard. i MairGómez-Campo
- Vella charpinii Fern. Casas
- Vella mairei Humbert
- Vella pseudocytisus